# ルークシュポール川
ルークシュポール川（ルークシュポールがわ）は、北海道の主に厚岸郡厚岸町を流れる尾幌川水系の河川である。

## 地理
北海道釧路郡釧路町と厚岸郡厚岸町の境界付近に源を発し北東へ流れ、厚岸町尾幌の国道44号末広橋下流で尾幌川に合流する。上流部は釧路町と厚岸町との境界付近を流れているが町の境界は、未画定である。